# درو هيلم
درو هيلم (بالإنجليزية: Drew Helm)‏ هو لاعب كرة قدم أمريكي، ولد في 9 نوفمبر 1984 في جوبيتر في الولايات المتحدة. لعب مع نادي شيفاز يو إس أي.

## وصلات خارجية
- درو هيلم على موقع الدوري الأمريكي (الإنجليزية)
- درو هيلم على موقع قاعدة بيانات كرة القدم.إي يو (الإنجليزية)